# Elecciones regionales de Áncash de 2006
Las elecciones regionales de Áncash de 2006 se llevaron a cabo el 19 de noviembre de 2006 para elegir al presidente regional, al vicepresidente regional y al Consejo Regional para el periodo 2007-2010. La elección se celebró simultáneamente con elecciones regionales y municipales (provinciales y distritales) en todo el Perú.

## Sistema electoral
El Gobierno Regional de Áncash es el órgano administrativo y de gobierno del departamento de Áncash. Está compuesto por el presidente regional, el vicepresidente regional y el Consejo Regional.
La votación del presidente, vicepresidente y consejo regional se realiza en base al sufragio universal, que comprende a todos los ciudadanos nacionales mayores de dieciocho años, empadronados y residentes en el departamento de Áncash y en pleno goce de sus derechos políticos.
El Consejo Regional de Áncash está compuesto por 20 consejeros elegidos por sufragio directo para un período de cuatro (4) años, en forma conjunta con la elección del presidente regional. La votación es por lista cerrada y bloqueada. Se asigna a la lista ganadora los escaños según el método d'Hondt o la mitad más uno, lo que más le favorezca.

## Composición del Consejo Regional de Áncash
La siguiente tabla muestra la composición del Consejo Regional de Áncash en la actualidad.
| Partidos | Partidos                | Consejeros |
| -------- | ----------------------- | ---------- |
|          | Partido Aprista Peruano | 11         |
|          | Perú Posible            | 4          |
|          | Renacimiento Andino     | 2          |
|          | Somos Perú              | 1          |
|          | Unidad Nacional         | 1          |
|          | Acción Popular          | 1          |

## Partidos y candidatos
A continuación se muestra una lista de los principales partidos y alianzas electorales que participaron en las elecciones:
| Candidatura | Candidatura | Partidos y alianzas | Candidato | Candidato                  | Ideología                                                          | Resultado previo | Resultado previo | Ref. |
| Candidatura | Candidatura | Partidos y alianzas | Candidato | Candidato                  | Ideología                                                          | Votos (%)        | Con.             | Ref. |
| ----------- | ----------- | --- | --------- | -------------------------- | ------------------------------------------------------------------ | ---------------- | ---------------- | ---- |
|             | ARA         | Lista - Alianza Regional Áncash (ARA) – Perú Posible (PP) – Partido Popular Cristiano (PPC) – Solidaridad Nacional (SN) – Partido por la Democracia Social - Compromiso Perú (PDS) |           | Dalmacio Julca Jara        | Socioliberalismo Democracia liberal Tercera vía                    | 37.23%           | 5                |      |
|             | APRA        | Lista - Partido Aprista Peruano (APRA) |           | Antenor Díaz Delgado       | Aprismo                                                            | 27.55%           | 11               |      |
|             | RA          | Lista - Renacimiento Andino (RA) |           | Loida Sánchez Malpica      | Indigenismo Plurinacionalismo Socialdemocracia                     | 11.24%           | 2                |      |
|             | AP          | Lista - Acción Popular (AP) |           | Erick Villanueva Cancan    | Humanismo Nacionalismo cívico Reformismo                           | 5.66%            | 1                |      |
|             | UPP         | Lista - Unión por el Perú (UPP) |           | Luis Servat Lomparte       | Socialdemocracia Nacionalismo de izquierda                         | 3.19%            | 0                |      |
|             | APP         | Lista - Alianza para el Progreso (APP) |           | Pedro Carranza López       | Liberalismo económico Conservadurismo liberal Populismo de derecha | Nuevo            | Nuevo            |      |
|             | RP          | Lista - Resurgimiento Peruano (RP) |           | Waldo Ríos Salcedo         | Conservadurismo                                                    | Nuevo            | Nuevo            |      |
|             | RN          | Lista - Restauración Nacional (RN) |           | Víctor Crisólogo Espejo    | Liberalismo económico Humanismo cristiano Evangelismo              | Nuevo            | Nuevo            |      |
|             | PNP         | Lista - Partido Nacionalista Peruano (PNP) |           | Percy Vera Tudela Denttone | Socialismo democrático Nacionalismo de izquierda                   | Nuevo            | Nuevo            |      |
|             | RSC         | Lista - Movimiento Independiente Regional Río Santa Caudaloso (RSC) |           | Pablo Romero Henostroza    | Regionalismo ancashino                                             | Nuevo            | Nuevo            |      |
|             | Nueva ERA   | Lista - Movimiento Independiente Nueva Esperanza Regional Ancashina "Nueva ERA" (Nueva ERA)                                                                                        |           | Eliezer Vertiz Urbina      | Regionalismo ancashino                                             | Nuevo            | Nuevo            |      |
|             | MANPE       | Lista - Movimiento Acción Nacionalista Peruano (MANPE) |           | Fernando Vargas Quiroz     | Regionalismo ancashino                                             | Nuevo            | Nuevo            |      |
|             | C           | Lista - Movimiento Regional Independiente Cuenta Conmigo (C) |           | César Álvarez Aguilar      | Regionalismo ancashino                                             | Nuevo            | Nuevo            |      |

## Resultados

### Sumario general
| |                                                                                     |              |              |              |            |            |
| Partidos y coaliciones | Partidos y coaliciones                                                              | Voto popular | Voto popular | Voto popular | Consejeros | Consejeros |
| Partidos y coaliciones | Partidos y coaliciones                                                              | Votos        | %            | ±pp          | Total      | +/−        |
| | Movimiento Regional Independiente Cuenta Conmigo (C)                                | 131,463      | 28.34        | Nuevo        | 11         | +11        |
| | Partido Aprista Peruano (APRA)                                                      | 81,596       | 17.59        | –9.96        | 3          | –8         |
| | Resurgimiento Peruano (RP)                                                          | 68,050       | 14.67        | Nuevo        | 3          | +3         |
| | Movimiento Independiente Regional Río Santa Caudaloso (RSC)                         | 51,215       | 11.04        | Nuevo        | 2          | +2         |
| | Alianza Regional Áncash (ARA)1                                                      | 31,975       | 6.89         | –30.34       | 1          | –4         |
| | Alianza para el Progreso (APP)                                                      | 22,653       | 4.88         | Nuevo        | 0          | ±0         |
| | Unión por el Perú (UPP)2                                                            | 20,501       | 4.42         | +1.23        | 0          | ±0         |
| | Partido Nacionalista Peruano (PNP)                                                  | 17,359       | 3.74         | Nuevo        | 0          | ±0         |
| | Movimiento Acción Nacionalista Peruano (MANPE)                                      | 10,326       | 2.23         | Nuevo        | 0          | ±0         |
| | Acción Popular (AP)                                                                 | 9,146        | 1.97         | –3.69        | 0          | –1         |
| | Movimiento Independiente Nueva Esperanza Regional Ancashina "Nueva ERA" (Nueva ERA) | 8,557        | 1.84         | Nuevo        | 0          | ±0         |
| | Restauración Nacional (RN)                                                          | 7,307        | 1.58         | Nuevo        | 0          | ±0         |
| | Renacimiento Andino (RA)                                                            | 3,712        | 0.80         | –10.44       | 0          | –2         |
| |                                                                                     |              |              |              |            |            |
| Total | Total                                                                               | 463,860      |              |              | 20         | ±0         |
| |                                                                                     |              |              |              |            |            |
| Votos válidos | Votos válidos                                                                       | 463,860      | 83.62        | +1.20        |            |            |
| Votos en blanco | Votos en blanco                                                                     | 32,991       | 5.95         | –2.14        |            |            |
| Votos nulos | Votos nulos                                                                         | 57,857       | 10.43        | +0.94        |            |            |
| Votos emitidos | Votos emitidos                                                                      | 554,708      | 87.30        | +5.30        |            |            |
| Abstenciones | Abstenciones                                                                        | 80,730       | 12.70        | –5.30        |            |            |
| Votantes registrados | Votantes registrados                                                                | 635,438      |              |              |            |            |
| |                                                                                     |              |              |              |            |            |
| Fuente: |                                                                                     |              |              |              |            |            |
| Notas al pie: 1 Comparado con los resultados de Perú Posible (PP) y Unidad Nacional (UN) en las elecciones de 2002. 2 Comparado con los resultados de Agrupación Independiente Unión por el Perú - Frente Amplio (UPP) en las elecciones de 2002. |                                                                                     |              |              |              |            |            |
| Notas al pie: |                                                                                     |              |              |              |            |            |
| 1 Comparado con los resultados de Perú Posible (PP) y Unidad Nacional (UN) en las elecciones de 2002. 2 Comparado con los resultados de Agrupación Independiente Unión por el Perú - Frente Amplio (UPP) en las elecciones de 2002.               |                                                                                     |              |              |              |            |            |

### Autoridades electas
| Cargo                             | Autoridad electa | Autoridad electa                 | Partido político | Partido político                                      |
| --------------------------------- | ---------------- | -------------------------------- | ---------------- | ----------------------------------------------------- |
| Presidente Regional de Áncash     |                  | César Álvarez Aguilar            |                  | Movimiento Regional Independiente Cuenta Conmigo      |
| Vicepresidente Regional de Áncash |                  | José Sánchez Milla               |                  | Movimiento Regional Independiente Cuenta Conmigo      |
| Consejero Regional de Áncash      |                  | Ezequiel Nolasco Campos          |                  | Movimiento Regional Independiente Cuenta Conmigo      |
| Consejera Regional de Áncash      |                  | María Velásquez Osorio           |                  | Movimiento Regional Independiente Cuenta Conmigo      |
| Consejero Regional de Áncash      |                  | José Cachi Quezada               |                  | Movimiento Regional Independiente Cuenta Conmigo      |
| Consejero Regional de Áncash      |                  | Hernán Moreno Lázaro             |                  | Movimiento Regional Independiente Cuenta Conmigo      |
| Consejero Regional de Áncash      |                  | Rafael Pérez Reyes               |                  | Movimiento Regional Independiente Cuenta Conmigo      |
| Consejero Regional de Áncash      |                  | Julio Ramos Lucio Olano          |                  | Movimiento Regional Independiente Cuenta Conmigo      |
| Consejero Regional de Áncash      |                  | Alejo Mejía Antúnez              |                  | Movimiento Regional Independiente Cuenta Conmigo      |
| Consejera Regional de Áncash      |                  | Martha Tarazona Vidal            |                  | Movimiento Regional Independiente Cuenta Conmigo      |
| Consejero Regional de Áncash      |                  | Javier Torre Minaya              |                  | Movimiento Regional Independiente Cuenta Conmigo      |
| Consejero Regional de Áncash      |                  | Ricardo Villegas Tamara          |                  | Movimiento Regional Independiente Cuenta Conmigo      |
| Consejero Regional de Áncash      |                  | Mayer Miranda Mautino            |                  | Movimiento Regional Independiente Cuenta Conmigo      |
| Consejero Regional de Áncash      |                  | Martín Espinal Reyes             |                  | Partido Aprista Peruano                               |
| Consejero Regional de Áncash      |                  | Carlos Vega Romero               |                  | Partido Aprista Peruano                               |
| Consejero Regional de Áncash      |                  | Roy Ypanaqué Otta                |                  | Partido Aprista Peruano                               |
| Consejero Regional de Áncash      |                  | Teodoro Guerrero Vargas          |                  | Resurgimiento Peruano                                 |
| Consejero Regional de Áncash      |                  | Hugo Edgar Cáceres               |                  | Resurgimiento Peruano                                 |
| Consejera Regional de Áncash      |                  | Isabel Chinchay Huertas          |                  | Resurgimiento Peruano                                 |
| Consejero Regional de Áncash      |                  | Félix Parra Balarezo             |                  | Movimiento Independiente Regional Río Santa Caudaloso |
| Consejero Regional de Áncash      |                  | Jorge Marreros Aranda            |                  | Movimiento Independiente Regional Río Santa Caudaloso |
| Consejero Regional de Áncash      |                  | Leónidas Leiva Collazos de Leiva |                  | Alianza Regional Áncash                               |